# RLJ Entertainment
RLJ Entertainment (anteriormente Image Entertainment) es una productora de cine estadounidense y distribuidora de videos domésticos que distribuye producciones de cine y televisión en América del Norte, con aproximadamente 3200 títulos de DVD exclusivos y aproximadamente 340 títulos de CD exclusivos en lanzamiento nacional, y aproximadamente 450 programas a nivel internacional a través de sublicencias. acuerdos. Para muchos de sus títulos, Image tiene derechos exclusivos de audio y transmisión, así como derechos de descarga digital de aproximadamente 2100 programas de video y más de 400 programas de audio que contienen más de 6000 pistas. La empresa tiene su sede en Chatsworth, California.

## Historia

Logotipo final de Image Entertainment antes de cambiar de nombre a RLJ Entertainment (2009–2015)

Fundada en 1981 como una empresa pública conocida como Image Entertainment, Image comenzó como distribuidora de LaserDiscs , cuya calidad de sonido e imagen superaba la de VHS y Beta , los formatos de cinta dominantes de la época. Image aseguró con éxito acuerdos de producción exclusivos con importantes estudios como Universal Studios , 20th Century Fox , Orion Pictures y The Walt Disney Company , y creció hasta convertirse en el distribuidor dominante del formato.
En agosto de 1994, Image ingresó al mercado de CD-ROM y lanzó películas en formato CD-ROM.
Cuando la década de 1990 llegó a su fin y los discos láser dieron paso a los DVD, Image volvió a centrarse en el formato incipiente que rápidamente llegó a dominar el mercado de videos domésticos. Mientras los estudios estaban ocupados gestionando la transición de VHS a DVD, Image comenzó a adquirir derechos de DVD para programas de conciertos de música de larga duración, programación de televisión, películas extranjeras y una amplia gama de programación de interés especial de GRB Entertainment , 20th Television / Foxstar Productions , Orion Pictures , Playboy Home Entertainment y Universal Pictures, todos los cuales estaban siendo ignorados por los principales estudios y sellos discográficos.
En 2005, Image firmó un acuerdo de distribución con Bandai Visual para distribuir títulos de anime selectos bajo el sello Honneamise.  El trato finalizó en marzo de 2007, cuando Bandai Visual se cambió a Geneon USA.
Image continuó trabajando con su socio a largo plazo, Criterion Collection , así como con cientos de productores de contenido independientes y titulares de derechos para llevar productos al mercado. Para el décimo aniversario del DVD, Image se ha establecido una vez más como distribuidor dominante de programas producidos de forma independiente. En 2008, Image comenzó a ampliar su calendario de estrenos para incluir largometrajes.
El 31 de agosto de 2010, Sony Pictures Home Entertainment se asoció con Image Entertainment en un acuerdo de varios años, comercializando y distribuyendo algunos DVD y Blu-ray de Image. Image conserva sus propias ventas y marketing.  El acuerdo expiró en abril de 2012, cuando Mill Creek Entertainment acordó lanzar la mayor parte de las bibliotecas de Sony Pictures . El 2 de abril de 2012, se anunció que RLJ Acquisition, Inc. había llegado a un acuerdo para adquirir Image Entertainment y Acorn Media y planeaba fusionar las dos empresas. Las dos empresas operan bajo el lema "RLJ Entertainment" La empresa pasó a llamarse RLJ Entertainment. En 2014, RLJ adquirió el distribuidor de medios británico Acorn Media UK, este acuerdo también incluía el 64% en Agatha Christie Limited.
El 30 de julio de 2018, AMC Networks llegó a un acuerdo definitivo para adquirir RLJ Entertainment donde AMC pagaría $59 millones por las acciones restantes de RLJE que no son propiedad de AMC ni de Robert L. Johnson. La transacción fue aprobada por los accionistas de RLJ Entertainment el 31 de octubre y AMC Networks completó la adquisición el 1 de noviembre. RLJ Entertainment se convirtió en una subsidiaria de propiedad privada de AMC Networks, con Johnson y sus afiliados poseyendo una participación del 17%.

## Producciones originales o adquiridos para su distribución en los Estados Unidos

### 2010s
| Título                                         | Fecha de lanzamiento     |
| ---------------------------------------------- | ------------------------ |
| Every Day                                      | 14 de enero de 2011      |
| The Way Back                                   | 21 de enero de 2011      |
| Passion Play                                   | 6 de mayo de 2011        |
| The Double                                     | 28 de octubre de 2011    |
| Beneath the Darkness                           | 6 de enero de 2012       |
| Lovely Molly                                   | 18 de mayo de 2012       |
| Home Run Showdown                              | 27 de julio de 2012      |
| Goats                                          | 10 de agosto de 2012     |
| Tall Man                                       | 31 de agosto de 2012     |
| Barrymore                                      | 14 de noviembre de 2012  |
| Day of the Falcon                              | 1 de marzo de 2013       |
| Tomorrow You're Gone                           | 5 de abril de 2013       |
| The Numbers Station                            | 26 de abril de 2013      |
| Evidence                                       | 19 de julio de 2013      |
| Stranded                                       | 26 de julio de 2013      |
| Blood                                          | 9 de agosto de 2013      |
| Winnie Mandela                                 | 6 de septiembre de 2013  |
| The Colony                                     | 20 de septiembre de 2013 |
| Paradise                                       | 18 de octubre de 2013    |
| Mr. Last Love                                  | 1 de noviembre de 2013   |
| Black Coffee                                   | 10 de enero de 2014      |
| The Suspect                                    | 10 de enero de 2014      |
| The Outsider                                   | 7 de febrero de 2014     |
| Odd Thomas                                     | 28 de febrero de 2014    |
| Sparks                                         | 7 de marzo de 2014       |
| Devil's Knot                                   | 9 de mayo de 2014        |
| Wolf Creek 2                                   | 16 de mayo de 2014       |
| All Cheerleaders Die                           | 13 de junio de 2014      |
| Rage                                           | 11 de julio de 2014      |
| Aftermath                                      | 18 de julio de 2014      |
| Cabin Fever: Patient Zero                      | 1 de octubre de 2014     |
| Drive Hard                                     | 3 de octubre de 2014     |
| The Houses October Built                       | 10 de octubre de 2014    |
| The Rewrite                                    | 13 de febrero de 2015    |
| Digging Up the Marrow                          | 20 de febrero de 2015    |
| The Cobbler                                    | 13 de marzo de 2015      |
| Blackbird                                      | 24 de abril de 2015      |
| Burying the Ex                                 | 19 de junio de 2015      |
| Dark Was the Night                             | 24 de julio de 2015      |
| Return to Sender                               | 14 de agosto de 2015     |
| Some Kind of Hate                              | 18 de septiembre de 2015 |
| Pay the Ghost                                  | 25 de septiembre de 2015 |
| A Christmas Horror Story                       | 2 de octubre de 2015     |
| Bone Tomahawk                                  | 23 de octubre de 2015    |
| Condemned                                      | 13 de noviembre de 2015  |
| Criminal Activities                            | 20 de noviembre de 2015  |
| Nina                                           | 22 de abril de 2016      |
| The Phenom                                     | 24 de junio de 2016      |
| The Mind's Eye                                 | 5 de agosto de 2016      |
| Kickboxer: Vengeance                           | 2 de septiembre de 2016  |
| I.T.                                           | 23 de septiembre de 2016 |
| Dog Eat Dog                                    | 4 de noviembre de 2016   |
| Once Upon a Time in Venice                     | 16 de junio de 2017      |
| Pilgrimage                                     | 11 de agosto de 2017     |
| Bushwick                                       | 25 de agosto de 2017     |
| Los misteriosos asesinatos de Limehouse        | 8 de septiembre de 2017  |
| The Houses October Built 2                     | 22 de septiembre de 2017 |
| Brawl in Cell Block 99                         | 6 de octubre de 2017     |
| The Osiris Child                               | 6 de octubre de 2017     |
| Mayhem                                         | 10 de noviembre de 2017  |
| Another WolfCop                                | 1 de diciembre de 2017   |
| I Kill Giants                                  | 23 de marzo de 2018      |
| Terminal                                       | 11 de mayo de 2018       |
| Puppet Master: The Littlest Reich              | 17 de agosto de 2018     |
| Arizona                                        | 24 de agosto de 2018     |
| Mandy                                          | 14 de septiembre de 2018 |
| Beyond the Sky                                 | 21 de septiembre de 2018 |
| Ride                                           | 5 de octubre de 2018     |
| Galveston                                      | 19 de octubre de 2018    |
| Monster Party                                  | 2 de noviembre de 2018   |
| The Standoff at Sparrow Creek                  | 18 de enero de 2019      |
| The Man Who Killed Hitler and Then the Bigfoot | 8 de febrero de 2019     |
| Plus One                                       | 14 de junio de 2019      |
| Into the Ashes                                 | 19 de julio de 2019      |
| A Score to Settle                              | 2 de agosto de 2019      |
| Gwen                                           | 11 de agosto de 2019     |
| Satanic Panic                                  | 6 de septiembre de 2019  |
| Mary                                           | 11 de octubre de 2019    |
| Trick                                          | 18 de octubre de 2019    |
| Adopt a Highway                                | 1 de noviembre de 2019   |
| The Shed                                       | 15 de noviembre de 2019  |

### 2020s
| Título                     | Fecha de lanzamiento     |
| -------------------------- | ------------------------ |
| Color Out of Space         | 24 de enero de 2020      |
| VFW                        | 14 de febrero de 2020    |
| The Postcard Killings      | 13 de marzo de 2020      |
| You Don't Nomi             | 9 de junio de 2020       |
| The Tax Collector          | 7 de agosto de 2020      |
| Spree                      | 14 de agosto de 2020     |
| The Pale Door              | 21 de agosto de 2020     |
| The Owners                 | 4 de septiembre de 2020  |
| The Superdeep              | 4 de septiembre de 2020  |
| 2067                       | 2 de octubre de 2020     |
| The Opening Act            | 16 de octubre de 2020    |
| The Dark and the Wicked    | 6 de noviembre de 2020   |
| Always and Forever         | 20 de noviembre de 2020  |
| Castle Freak               | 4 de diciembre de 2020   |
| Archenemy                  | 11 de diciembre de 2020  |
| PG: Psycho Goreman         | 22 de enero de 2021      |
| The Reckoning              | 5 de febrero de 2021     |
| Son                        | 5 de marzo de 2021       |
| Shoplifters of the World   | 26 de marzo de 2021      |
| The Water Man              | 7 de mayo de 2021        |
| Seance                     | 21 de mayo de 2021       |
| Great White                | 16 de julio de 2021      |
| No Man of God              | 27 de agosto de 2021     |
| Prisoners of the Ghostland | 17 de septiembre de 2021 |
| South of Heaven            | 8 de octubre de 2021     |
| The Spine of Night         | 29 de octubre de 2021    |
| Apex                       | 12 de noviembre de 2021  |
| Silent Night               | 3 de diciembre de 2021   |
| Last Looks                 | 4 de febrero de 2022     |
| Creation Stories           | 25 de febrero de 2022    |
| Dual                       | 15 de abril de 2022      |
| White Elephant             | 3 de junio de 2022       |
| The Reef: Stalked          | 29 de julio de 2022      |

### Otras realizaciones
- The Air I Breathe
- Arizona
- Autumn Hearts
- Before the Devil Knows You're Dead
- Chillerama[17]
- Beneath the Darkness
- Born To Ride
- Color of Freedom
- The Colony
- The Commitments
- Devil's Knot
- The Distance
- Dreamscape
- Ernest (películas:
  - Ernest Goes to Africa (parte de Ernest's Wacky Adventures: Volume 2, Ernest Triple Feature,y "Ultimate Ernest Collection")
  - Ernest Goes to School (parte de Ernest's Wacky Adventures: Volume 2 y Ernest Triple Feature)
  - Ernest in the Army (parte de Ernest's Wacky Adventures: Volume 1, Ernest Triple Feature, y "Ultimate Ernest Collection")
  - Ernest Rides Again (parte de Ernest's Wacky Adventures: Volume 1)
  - Slam Dunk Ernest (parte de Ernest's Wacky Adventures: Volume 2)
  - Knowhutimean? Hey Vern, It's My Family Album (parte de "Ernest's Wacky Adventures: Volume 2" and "Ultimate Ernest Collection")
  - Your World As I See It (parte de "Ultimate Ernest Collection")
- Far North
- Five Dollars a Day
- Freeway Killer
- Hate Crime
- Home Sweet Home[18]
- The Incredible Hulk Returns (conocido como The Trial of the Incredible Hulk)
- Joan of Arc (la versión completa sin editar, actualmente agotada en los EE. UU.)
- Just Another Day
- My Name is Bruce
- Nobody Gets Out Alive
- Passion Play
- The Perfect Game
- Plaguers
- The Puppetoon Movie
- Re-Cycle
- Satanic Panic
- Scavengers
- The Secret
- Shivers
- Speed-Dating
- Starbomb
- Stuck
- Suburban Girl
- Then She Found Me
- Tokarev
- Tracey Fragments
- The Trial of the Incredible Hulk (conocido como The Incredible Hulk Returns)
- Uncaged
- Undead or Alive
- Winnie Mandela
- Terminal

### Realización de Sony Pictures/20th Television
- 20th Century Fox: The Blockbuster Years
- 20th Century Fox: The First 50 Years
- 88 Minutes
- About Last Night
- Absence of Malice
- Adaptation
- Against All Odds
- The Age of Innocence
- ...And Justice for All.
- Apt Pupil
- Arlington Road
- Armed and Dangerous
- Awakenings
- Baby Geniuses
- The Big Hit
- Blind Date
- Bob & Carol & Ted & Alice
- California Suite
- Chances Are
- The China Syndrome
- Cowboy Bebop: The Movie
- Darkness Falls
- Desperate Measures
- Dick
- Eye of the Beholder
- The Fisher King
- Gattaca
- Half Past Dead
- Hideaway
- The Hollywood Knights
- Hush
- I Love You to Death
- Jagged Edge
- Jawbreaker
- Johnny Mnemonic
- The Medallion
- Money Train
- Nowhere to Run
- Peggy Sue Got Married
- Quicksilver
- Random Hearts
- Red Rock West
- See No Evil, Hear No Evil
- Short Circuit
- Short Circuit 2
- Sleepwalkers
- A Soldier's Story
- St. Elmo's Fire
- Stealing Harvard
- Stir Crazy
- Superbabies: Baby Geniuses 2
- The Tailor of Panama
- To Die For
- Tomcats
- The Toy
- Under Suspicion
- White Water Summer

### Programas esperados
- The Criterion Collection
- IMAX programming

### Series de televisión
- The Adventures of Black Beauty
- Anthony Bourdain: No Reservations
- Sherlock Holmes (1954)
- Combat!
- Conan the Adventurer
- Crime Story
- The Dick Van Dyke Show
- Father Murphy
- Friday: The Animated Series
- Ghost Hunters
- Hearts Afire
- I Spy (1965)
- Monogamy
- Naked City
- The New Adventures of Black Beauty (siglo XX)
- Nowhere Man
- Pee-wee's Playhouse
- The Prisoner
- Rags to Riches
- Saved by the Bell: The College Years
- Saved by the Bell: The New Class
- Scruff
- Sir Arthur Conan Doyle's The Lost World
- Sledge Hammer!
- Starhunter
- TekWar
- Thriller
- The Twilight Zone (1959)
- The Twilight Zone (1985)
- Thumbs!

### Comediantes
- Adam Hunter: Dysfunctional
- Al Ducharme: Spineless And Lovin' It
- Artie Lange: It's The Whiskey Talkin'
- Bill Burr: Why Do I Do This?
- Bill Engvall: Here's Your Sign: Live!
- Bill Maher: I'm Swiss
- Daniel Tosh: Completely Serious
- Doug Stanhope: No Refunds
- Drew Hastings: Irked & Miffed
- Eddie Griffin: Voodoo
- Eddie Izzard: We Know Where You Live
- Finesse Mitchell: Snap Famous
- Gabriel Iglesias: Hot And Fluffy
- Gilbert Gottfried: Dirty Jokes
- Howie Mandel: The First Special
- Jamie Foxx: I Might Need Security
- Jamie Foxx: Unleashed: Lost Stolen, And Leaked!
- Jamie Kennedy: Unwashed
- Jeff Dunham: Arguing with Myself
- Jeff Dunham: Spark of Insanity
- Jeff Dunham: A Very Special Christmas Special
- Jeff Foxworthy: You Might Be A Redneck If...And Check Your Neck
- Jim Gaffigan: Beyond the Pale
- Jimmy Dore: Citizen Jimmy
- Joe Rogan: Live
- John Pinette: I'm Starvin'!
- John Witherspoon: You Got To Coordinate
- Katt Williams: Live
- Kevin Downey, Jr.: I'm Not Gay, But Don't Stop
- Kyle Cease: Weirder. Blacker. Dimpler
- Larry the Cable Guy: Git-R-Done
- Michael Winslow: Comedy Sound Slapdown!
- Mike Marino: New Jersey's Bad Boy Of Comedy
- Pablo Francisco: Ouch! Live From San Jose
- Paul Mooney: Know Your History: Jesus Was Black; So Was Cleopatra
- The Pee-Wee Herman Show: Live from the Sunset Strip's Roxy Theatre
- Richard Lewis: Concerts From Hell
- Rita Rudner: Live From Las Vegas
- Ron White: They Call Me Tater Salad
- Ron White: You Can't Fix Stupid
- Steve Byrne: Happy Hour
- Steven Wright: When The Leaves Blow Away
- Tommy Tiernan: Something Mental
- Wanda Sykes: Sick & Tired

### Bandas musicales
- Alejandro Fernández: Live: In Concert
- Carlos Santana y Wayne Shorter: Live at the Montreux Jazz Festival
- Cher: The Farewell Tour
- Chicago And Earth, Wind & Fire: Live at The Greek
- Daryl Hall & John Oates: Our Kind of Soul: Live
- David Allan Coe: Live At Billy Bob's, Texas
- Dinosaur Jr.: Live in the Middle East
- Electric Light Orchestra: Zoom Tour Live
- Elvis Presley: The Ed Sullivan Shows
- Farm Aid: 20th Anniversary
- Gigantour 1 & 2
- Gram Parsons: Return to Sin City
- Heart: Alive In Seattle
- Kidsongs: Music Video Stories
- Kiss: Rock The Nation: Live!
- Korn: Live on the Other Side
- Mariah Carey: The Adventures of Mimi
- Megadeth: That One Night: Live in Buenos Aires
- Moody Blues: Lovely to See You: Live
- Phil Lesh and Friends: Live at the Warfield Theatre
- Phish: Bittersweet Motel
- Ramones: Raw
- Ray Charles: 50 Years in Music
- Ringo Starr: The Best Of Ringo Starr And His All Starr Band: So Far
- Roy Orbison: A Black & White Night
- Sammy Hagar and The Wabos: Livin' It Up! In St. Louis
- Selena Live, The Last Concert
- Sheryl Crow: Rockin' The Globe Live
- The Who: At Kilburn 1977 & Live at the Royal Albert Hall
- Yes: YesSongs
- Pepe Aguilar: Jaripeo Sin Fronteras Live: In Concert